# María Catalina Gómez de Larrondo
María Catalina Gómez Larrondo de Larrondo (Acámbaro, Guanajuato, c., 1778) fue una combatiente insurgente en la independencia de México.
Se casó con Juan Bautista Larrondo Marticorena nacido también en Acámbaro en 1767, rico hacendado. Tuvo amistad con Miguel Hidalgo y Costilla. Acompañada de su cajero y el torero Luna marchó a su hacienda San Antonio para reclutar un pelotón de peones a los que armó con puñales, machetes y pistolas para atacar una comitiva de europeos con destino a Valladolid. Dejó heridos a todos los viajeros, y después los entregó al ejército independiente en Acámbaro.
María Catalina escribió la siguiente carta a Hidalgo: "Habiendo sabido que pasaban por este pueblo tres coches con europeos con destino a Valladolid, hice que mi cajero auxiliado con algunos sujetos saliese a aprehenderlos; suponiendo que de este modo servía a vuestra excelencia, y cooperaba a sus ideas. Se logró en efecto la acción prendiendo al conde de Casa Rul, intendente del expresado Valladolid y al teniente coronel de Dragones de México, pero con tanta ventaja que para nuestra parte no se derramó una gota de sangre y para la de ellos todos quedaron gravemente heridos. Yo quedó gloriosamente satisfecha de haber manifestado mi patriotismo y deseosa de acreditar a vuestra excelencia los sentimientos de amor y respeto que tengo a su persona. Dios guarde a vuestra excelencia muchos años. Acámbaro octubre 7 de 1810".
Posteriormente en el desastre de San Jerónimo Aculco, los prisioneros lograron fugarse e incorporarse al ejército realista de Calleja, vencedor de esa batalla. Más tarde fue apresada y trasladada a la Ciudad de México, por el teniente de Dragones de España Domingo Savanego, en donde estuvo prisionera por algún tiempo. El virrey Francisco Javier Venegas comunicó al general García Dávila con fecha 22 de enero de 1811, que se atendiera en lo prevenido en las leyes el caso de María Catalina Gómez.